# 谢尔盖·库津
谢尔盖·库津（Sergey Kuzin，1988年12月10日—），哈萨克斯坦男子自行车運動員。

## 簡歷
2012年2月，谢尔盖·库津參加亞洲單車錦標賽，在男子團體追逐賽，贏得銅牌。